# 孟加拉国LGBT权益
在孟加拉国，同性恋爱或性行为不受尊重，LGBT人群面临歧视，言语和身体虐待，以及特殊的法律和社会挑战。同性性行为在孟加拉国，无论是公共的还是私人的，都是非法的，会被处以罚款，最高可判无期徒刑。因此，孟加拉国不承认同性成年人之间的婚姻，民事结合或家庭伴侣关系。截至2012年，孟加拉国的民事权利法没有禁止基于性取向或性别认同的歧视。同样也没有法律来处理对LGBT群体的骚扰，也少有组织来推进LGBT的权利。

## 宪法和《刑事法典》
宪法有几个规定可以适用于LGBT公民：
- 第二部分第19条 - 保证所有公民享有平等机会。
- 第三部分第27条 - 承诺所有公民在法律面前平等。
- 宗教自由和新闻自由都得到承诺，但受到“礼仪或道德”的限制。
- 如果公民被判定犯有“涉及道德腐败的刑事犯罪”，则不能成为议员。

刑法典第377条，非自然犯罪：“任何人自愿与任何男人，女人或动物进行违反自然秩序的性行为，应处以终身监禁或苦役并应处以罚款”。
第377条涉及的范围延伸到任何涉及非阴茎插入阴道的性结合。 因此，即使是双方同意的异性之间的陰莖口交和肛交都可能根据这项法律受到惩罚。

## 社会态度
2013年，《达卡论坛报》针对《刑事法典》第377条的报道认为虽然孟加拉国大多数人反对同性恋，但他们不希望看到同性恋者被监禁，或者政府浪费资源来处理这类罪行。
2021年，孟加拉全国約有150萬名跨性別人士，尽管第三性在2013年获得政府承认，但他们仍然在社会上受到嚴重的歧視與暴力問題。进入2023年以来，该国教科書已经不再将跨性别视为心理障礙，以帮助學生理解跨性別，減少歧視。

## 概况
| 同性性行为合法                                       | （处罚：终身监禁） |
| 同意年龄平等                                         | 否                 |
| 反就业歧视法律                                       | 否                 |
| 提供商品和服务的反歧视法律                           | 否                 |
| 在所有其他领域的反歧视法律（包括间接歧视，仇恨言论） | 否                 |
| 同性婚姻                                             | 否                 |
| 同性伴侣关系                                         | 否                 |
| 同性伴侣收养继子女                                   | 否                 |
| 同性伴侣联合收养                                     | 否                 |
| 同性恋军人允许公开服役                               | 否                 |
| 有权改变法律性别                                     | 否                 |
| 女同性恋试管婴儿                                     | 否                 |
| 男同性恋情侣商业代孕                                 | 否                 |
| 男男性接触人群（MSM）允许献血                        | 否                 |